# Cornualles (Bretaña)

Bandera de Cornualles.

Cornualles, en bretón Kernev o Bro Gernev, en francés Cornouaille, era tradicionalmente la zona suroccidental de Bretaña (división arzobispal, obispado de Cornouaille) y, actualmente, comprende el sur del departamento de Finisterre y partes de Morbihan y de Costas de Armor. Era una antigua división política, religiosa y cultural de Baja Bretaña. Su capital histórica es Quimper donde tiene lugar el Festival de Cornouaille.

## Referencias

mapa de los países bretones tradicionales